# Erik Akkersdijk
Erik Akkersdijk (nascido em 7 de outubro de 1989 em Enschede, Países Baixos) é um speedsolver holandês do Cubo de Rubik.
Em 2008, ele estabeleceu vários recordes mundiais de Cubo de Rubik.
Ele começou a filmar em agosto de 2005. Ele é conhecido mundialmente como um dos melhores speedcubers do mundo. Akkersdijk formou-se como Bacharel em Ciências Aplicadas em Ciências Ambientais na Saxion University of Applied Sciences em Deventer.

## Aparições na mídia
Depois que ele bateu o recorde mundial de 7.08 segundos, Akkersdijk apareceu em um show na Holanda chamado 'Ik wed dat ik het kan' (aposto que posso fazê-lo), onde ele resolveu um cubo com os pés em 1 minuto e 30 segundos e ganhou € 1000.
Em 2016, Akkersdijk reapareceu no show, desta vez resolvendo vendado em 3 minutos três cubos de Rubik, ganhando mais € 1000. Ele também apareceu na TV alemã Stern, apresentada pelo conhecido Günther Jauch. Em seu canal no YouTube, frk17, vídeos são enviados por Akkersdijk explicando ou mostrando suas habilidades em speedcubing. Há também um vídeo dele resolvendo o 3x3x3 em 7.08.

## Recordes nacionais
| Tipo de recorde              | Resultado | Campeonato realizado    |
| Cubo 2x2x2 - simples         | 0.96      | Geneva Open 2008        |
| Cubo 3x3x3 com pés - simples | 48.69     | Alania Open 2011        |
| Cubo 3x3x3 com pés - média   | 56.32     | World Championship 2011 |
| Megaminx - simples           | 59.78     | Danish Open 2009        |
| Megaminx - média             | 1:04.34   | Danish Open 2009        |
| Pyraminx - simples           | 2.84      | Alania Open 2011        |
| Pyraminx - média             | 4.82      | Cachan Open 2011        |